# 白鷺の詩
『白鷺の詩』（しらさぎのうた）は宝塚歌劇団のミュージカル作品。雪組公演。
形式名は「舞踊劇」。5場。
1976年1月1日から2月17日まで宝塚大劇場（東京宝塚劇場未公演）で上演された。
併演作品は『ムッシュ・パピヨン』。

## 解説
※『宝塚歌劇年100年史（舞台編）』の宝塚大劇場公演のページを参照。
バレエ作品の「白鳥の湖」を日本物の舞踊劇にした作品。王朝時代を舞台に、魔王によって白鷺に姿を変えられた姫と若者の悲恋を描いている。

## ストーリー
※『宝塚歌劇年100年史（舞台編）』の宝塚大劇場公演のページを参照。
橘光（演：汀夏子）が見つけた白鷺は、魔界の魄王（演：麻実れい）がその美しさを自分のものにするために姿を変えられた夕姫（演：高宮沙千）であった。満月の夜に会うまで姫を思い続けていることが出来るか試された光信であったが、夕姫の瓜二つの百合姫（演：高宮沙千(2役)）に心惹かれてしまう。

## スタッフ
- 脚本・演出：阿古健[1][2]
- 演出：花柳寿楽[1][2]
- 音楽：寺田瀧雄[2]
- 音楽指揮：野村陽児[2]
- 振付：花柳寿楽[1][2]
- 装置：黒田利邦[2]
- 衣装：小西松茂[2]、中川菊枝[2]
- 照明：今井直次[3]
- 音響・録音：松永浩志[3]
- 小道具：上田特市[3]
- 効果：中田正廣[3]
- 演出助手：村上信夫[3]
- 制作：野田浜之助[3]
- 笛：藤舎推峰[3]